# Марченко Олександр Анатолійович
Марченко Олександр Анатолійович (26 грудня 1958, Київ — 5 лютого 2025, Київ) — український науковець, фізик, професор,  доктор фізико-математичних наук, член-кореспондент НАН України.

## Життєпис
Народився 26 грудня 1958 року у місті Києві.
У 1976 році із золотою медаллю закінчив Середню загальноосвітню школу №-38.
У 1982 році з відзнакою закінчив факультет електроприладобудування та обчислювальної техніки  Національного технічного університету «Київський політехнічний інститут».
З 1982 року починає працювати у Інституті електрозварювання імені Є. О. Патона НАН України.
З 1984 року працює в Інституті фізики НАН України науковим співробітником, завідувачем відділу фізичної електроніки.

## Наукові напрямки
Фізика низьковимірювальних систем, мікро/наноелектроніка, атомно-силова мікроскопія, створення надтонких органічних плівок, нанокомпозитів, інтерфейсно рідинно/твердих тіл.
Одним з перших науковців України успішно застосував метод сканувальної тунельної мікроскопії з метою вивчення закономірностей самоорганізації різноманітних прошарків органічних молекул на межі рідинно–твердих тіл, завдяки чому значно розширилося розуміння процесів наноструктурування, що відкрило новітні перспективи у розвитку молекулярної електроніки та нанобіомедицини.

## Наукові здобутки
Плідна наукова діяльність відображена у понад 150-ти наукових публікаціях

## Нагороди
- Державна премія України в галузі науки і техніки (2015)